# Пирсон, Стэн
Стэ́нли Клэр Пи́рсон (англ. Stanley Clare Pearson; 11 января 1919, Солфорд, Ланкашир — 20 февраля 1997, Олдерли-Эдж, Чешир), более известный как Стэн Пи́рсон (англ. Stan Pearson) — английский футболист, крайний нападающий. Наиболее известен как игрок английского клуба «Манчестер Юнайтед», в составе которого выиграл Кубок Англии (1948), а также чемпионский титул Первого дивизиона (1951/52).

## Клубная карьера

### «Манчестер Юнайтед»
Стэн Пирсон играл за молодёжный клуб «Аделфи Лэдс», когда был замечен легендарным скаутом «Манчестер Юнайтед» Луисом Роккой. В декабре 1935 года Пирсон перешёл в «Юнайтед», вначале как любитель, а в мае 1937 года подписал с клубом профессиональный контракт. Его дебют состоялся 13 ноября 1937 года в матче Второго дивизиона против «Честерфилда», который закончился победой «красных» со счётом 7:1. До августа 1939 года Пирсон успел сыграть в основе 21 матч и забить 4 гола, однако затем его карьера была прервана Второй мировой войной. С сентября 1939 года все официальные футбольные соревнования в Англии были отменены и вместо них организована региональная Военная лига. На протяжении шести лет Пирсон выступал в ней за «Манчестер Юнайтед», одновременно проходя военную службу в Ланкаширском полку. Он также сыграл несколько матчей в качестве приглашённого игрока за «Ньюкасл Юнайтед», «Брайтон энд Хоув Альбион» и «Куинз Парк Рейнджерс».
С приходом в команду нового главного тренера Мэтта Басби Пирсон получил прочное место в основе, играя на позиции второго нападающего. В сезоне 1946/47 он принял участие во всех 42 матчах Первого дивизиона (забив в них 19 голов, что сделало его вторым бомбардиром команды в сезоне после Джека Роули), при этом «Юнайтед» до последних туров боролся за чемпионство, уступив его в итоге «Ливерпулю» с разницей лишь в 1 очко. В принципиальном матче против мерсисайдцев 11 сентября Пирсон сделал хет-трик, и лишь через 64 года другому игроку «Юнайтед», Димитру Бербатову, удалось повторить это достижение.
В 1948 году «Манчестер Юнайтед» добился первого успеха под руководством Мэтта Басби, завоевав Кубок Англии. Пирсон сыграл ключевую роль в этой победе, забив 8 голов в 6 кубковых встречах. В полуфинале он забил хет-трик в ворота «Дерби Каунти», а ещё один гол — 24 апреля в финальном матче «Блэкпулу», обеспечив итоговую победу «Юнайтед» со счётом 4:2.
В сезоне 1950/51 Пирсон с 23 голами впервые стал лучшим бомбардиром команды, которая вновь заняла лишь второе место в таблице, пропустив вперёд «Тоттенхэм Хотспур». Однако в следующем сезоне «красные» всё-таки сумел завоевать своё первое с 1911 года чемпионство. Пирсон сыграл в том сезоне 41 матч и внёс ощутимый вклад в победу, забив за команду 22 гола.
На протяжении семи сезонов, с 1946 по 1953 годы, Пирсон пропустил лишь 13 матчей первой команды, фактически являясь её незаменимым игроком. Однако в сезоне 1953/54 35-летний Пирсон был вытеснен из основы молодым Джеки Бланчфлауэром и поэтому принял решение о завершении карьеры в «Манчестер Юнайтед». В феврале 1954 года он перешёл за 4500 фунтов стерлингов в клуб Второго дивизиона «Бери».
Всего Пирсон провёл за «Юнайтед» 343 официальных матча, в которых забил 148 голов.

### Дальнейшая карьера
В «Бери» Пирсон провёл три сезона, причём его результативность как нападающего за тот период составила в среднем 1 гол в 2 матчах. После этого он перешёл в «Честер Сити», где и оставался вплоть до завершения карьеры в 1959 году. Свой последний матч за «Честер» (против «Кру Александра», 29 апреля 1959 года) Пирсон сыграл в возрасте 40 лет и 101 дня, став самым возрастным игроком клуба, когда-либо выходившем на поле в матче Футбольной лиги.
Повесив бутсы на гвоздь, Пирсон почти сразу же был назначен главным тренером «Честера». Несмотря на ряд ценных приобретений (в частности, Пирсон подписал одного из своих бывших партнёров по «Манчестер Юнайтед» Фрэнка Клемпсона, а также ввёл в основной состав молодого Рона Дейвиса, ставшего впоследствии известным бомбардиром), клуб при нём переживал не лучшие времена. Сезон 1959/60 «Честер» закончил на 20-м месте в таблице Четвёртого дивизиона, а следующий сезон — на 24-м, последнем месте. Пирсон подал в отставку в ноябре 1961 года после того, как его команда проиграла со счётом 0:1 домашний матч Кубка Англии «Моркаму».
После ухода из футбола Пирсон работал помощником почтмейстера в Престбери.
Стэн Пирсон скончался 20 февраля 1997 года в Олдерли-Эдж, Чешир.

## Карьера в сборной

### Список матчей за сборную Англии
| № | Дата           | Стадион                   | Соперник   | Результат | Голы Пирсона | Турнир                     |
| - | -------------- | ------------------------- | ---------- | --------- | ------------ | -------------------------- |
| 1 | 10 апреля 1948 | «Хэмпден Парк», Глазго    | Шотландия  | 2:0       |              | Домашний чемпионат 1947/48 |
| 2 | 9 октября 1948 | «Уиндзор Парк», Белфаст   | Ирландия   | 6:2       | 79′          | Домашний чемпионат 1948/49 |
| 3 | 9 апреля 1949  | «Уэмбли», Лондон          | Шотландия  | 1:3       |              | Домашний чемпионат 1948/49 |
| 4 | 16 ноября 1949 | «Мейн Роуд», Манчестер    | Ирландия   | 9:2       | 31′ 75′      | Отборочные матчи ЧМ-1950   |
| 5 | 30 ноября 1949 | «Уайт Харт Лейн», Лондон  | Италия     | 2:0       |              | Товарищеский матч          |
| 6 | 19 мая 1951    | «Гудисон Парк», Ливерпуль | Португалия | 5:2       |              | Товарищеский матч          |
| 7 | 5 апреля 1952  | «Хэмпден Парк», Глазго    | Шотландия  | 2:1       | 8′ 44′       | Домашний чемпионат 1951/52 |
| 8 | 18 мая 1952    | «Комунале», Флоренция     | Италия     | 1:1       |              | Товарищеский матч          |

Итого: 8 матчей / 5 голов; 6 побед, 1 ничья, 1 поражение

### Список матчей за вторую сборную Англии
| № | Дата        | Соперник      | Счёт | Голы Пирсона | Соревнование      |
| - | ----------- | ------------- | ---- | ------------ | ----------------- |
| 1 | 19 мая 1948 | Швейцария (B) | 5:1  | Гол          | Товарищеский матч |

Итого: 1 матч / 1 гол; 1 победа

## Достижения
Манчестер Юнайтед
- Чемпион Первого дивизиона: 1951/52
- Обладатель Кубка Англии: 1948
- Обладатель Суперкубка Англии: 1952
- Итого: 3 трофея

## Статистика выступлений
| Клуб              | Сезон            | Лига | Лига | Кубки | Кубки | Прочие | Прочие | Итого | Итого |
| Клуб              | Сезон            | Игры | Голы | Игры  | Голы  | Игры   | Голы   | Игры  | Голы  |
| ----------------- | ---------------- | ---- | ---- | ----- | ----- | ------ | ------ | ----- | ----- |
| Манчестер Юнайтед | 1937/38          | 11   | 2    | 1     | 1     | 0      | 0      | 12    | 3     |
| Манчестер Юнайтед | 1938/39          | 9    | 1    | 0     | 0     | 0      | 0      | 9     | 1     |
| Манчестер Юнайтед | 1945/46          | -    | -    | 0     | 0     | -      | -      | 0     | 0     |
| Манчестер Юнайтед | 1946/47          | 42   | 19   | 2     | 0     | 0      | 0      | 44    | 19    |
| Манчестер Юнайтед | 1947/48          | 40   | 18   | 6     | 8     | 0      | 0      | 46    | 26    |
| Манчестер Юнайтед | 1948/49          | 39   | 14   | 8     | 3     | 0      | 0      | 47    | 17    |
| Манчестер Юнайтед | 1949/50          | 41   | 15   | 4     | 2     | 0      | 0      | 45    | 17    |
| Манчестер Юнайтед | 1950/51          | 39   | 18   | 4     | 5     | 0      | 0      | 43    | 23    |
| Манчестер Юнайтед | 1951/52          | 41   | 22   | 1     | 0     | 0      | 0      | 42    | 22    |
| Манчестер Юнайтед | 1952/53          | 39   | 16   | 4     | 2     | 3      | 1      | 46    | 19    |
| Манчестер Юнайтед | 1953/54          | 11   | 2    | 0     | 0     | 0      | 0      | 11    | 2     |
| Манчестер Юнайтед | Итого            | 312  | 127  | 30    | 21    | 3      | 1      | 345   | 149   |
| Бери              | 1953/54          | 14   | 5    | 0     | 0     | 0      | 0      | 14    | 5     |
| Бери              | 1954/55          | 41   | 19   | 5     | 1     | 0      | 0      | 46    | 20    |
| Бери              | 1955/56          | 29   | 18   | 1     | 0     | 0      | 0      | 30    | 18    |
| Бери              | 1956/57          | 31   | 14   | 1     | 0     | 0      | 0      | 32    | 14    |
| Бери              | 1957/58          | 6    | 0    | 0     | 0     | 0      | 0      | 6     | 0     |
| Бери              | Итого            | 121  | 56   | 7     | 1     | 0      | 0      | 128   | 57    |
| Честер            | 1957/58          | 25   | 8    | 2     | 1     | 0      | 0      | 27    | 9     |
| Честер            | 1958/59          | 32   | 8    | 3     | 1     | 0      | 0      | 35    | 9     |
| Честер            | Итого            | 57   | 16   | 5     | 2     | 0      | 0      | 62    | 18    |
| Всего за карьеру  | Всего за карьеру | 490  | 199  | 42    | 24    | 3      | 1      | 535   | 224   |